# 磐周
磐周（ばんしゅう）とは、静岡県西部のうち、旧磐田郡と旧周智郡の郡域を合わせた総称で、中遠地区（磐田市・袋井市・周智郡森町）および北遠地区（浜松市天竜区と磐田市合併前の旧豊岡村）に相当する。
なお、都市計画区域の区分では袋井市と森町が「中遠広域都市計画」、磐田市が「磐田都市計画」の区域区分に属する。
域内の団体として「磐周教育研究所」「磐周医師会」「磐周歯科医師会」など見られる他、静岡県立高等学校でかつて存在した通学区域の名称として「第9（磐周）学区」が使われていた。
また、JA遠州中央は現在も磐周地域を管轄とし、旧・磐田信用金庫は磐周地域を主要な営業エリアとしていた。